# Mormolyca rufescens
La mormolyca rufescens o maxillaria rufescens es una orquídea epifita con pseudobulbos erigidos, surcados y lustrosos. Tiene dos hojas agudas, delgadas, erguidas, lustrosas de color verde oscuro y forma matas de medianas a grande. Generalmente crece en condiciones sombrías y húmedas a mediana altura, en selvas densas primarias. Las flores son solitarias, carnosas, erguidas, muy perfumadas, con superficies internas amarillo intenso y externas amarillo pálido. Florece entre junio y agosto.

## Enlacex externos
- Wikimedia Commons alberga una categoría multimedia sobre Mormolyca rufescens.

- Datos: Q15472751
- Multimedia: Mormolyca rufescens / Q15472751